# ديفيد ويليام كروز
ديفيد ويليام كروز هو محامي وسياسي أمريكي، ولد في 18 فبراير 1933 في كيرنز سيتي في الولايات المتحدة، وتوفي في 8 فبراير 2015. انتخب عضو مجلس نواب تكساس ‏.